# Club Universitario del Cusco
El Club Universitario del Cusco, conocido simplemente como Universitario, es un club de fútbol peruano de la ciudad de Cusco en el  departamento homónimo. Fue fundado en 1903 y participa en la Copa Perú.

## Historia

### Fundación
El Club Universitario del Cusco fue fundado el 30 de noviembre de 1903 en el seno de la Universidad Nacional de San Antonio Abad del Cusco, la más antigua y representativa de la Ciudad Imperial. Desde el día de su creación hasta hoy y a despecho de matices, vistió un único uniforme: camiseta blanca, pantalón negro y medias blancas, en tonalidad similar a la del Colo-Colo de Chile.

### Era Amateur
El histórico antagonismo de la UNSAAC con el Colegio de Ciencias, heredero del San Bernardo, colegio también virreinal, hizo que Cienciano e Universitario se hicieran rápidamente rivales. Por eso, en 1924, cuando se fundó la Liga de Fútbol del Cusco, ambos se convirtieron en los principales equipos protagonistas del torneo, por encima de otros clubes pioneros como Atlético Cusco, Club Pachacútec, Club Huáscar, Club Esparta, Alianza Tarapacá o Atlético Peñarol. Ese protagonismo conjunto se mantuvo vigente cuando décadas después se creó la Comisión Departamental de Fútbol del Cusco, que pasó a organizar los torneos y devino luego en la actual Liga Departamental del Cusco.
Fue tan importante la rivalidad entre Cienciano y Universitario que, en uno de esos Clásico, en 1938, surgió el grito de guerra que se puso de moda en la Copa Sudamericana 2003: el famoso "Upa upa upapá, el Cienciano es el Papá". Se dio cuando un estudiante Cienciano nacido en Apurímac llamado "Alfredo Olguín", líder de la barra del "cuadro rojo" y apodado "Papay" estaba decaído pues el club UNSAAC venía aventajando en el partido por 2-0 a Cienciano; al ver esto, los demás alumnos lo intentaron animar diciéndole "Arriba, arriba Papay", y en eso el partido se igualó a dos goles. Ante eso, Olguín reaccionó ensayando el famoso "Upa upa upapá, el Cienciano es el papá", en alusión a la paternidad que ejercía el equipo de la calle San Francisco sobre el club UNSAAC cusqueña.
El Universitario del Cusco alcanzó su máximo apogeo en los años cincuenta, con figuras como Hugo Coll Cárdenas, Jorge Antich Pérez, Washington Galeano y el popular Jorge "Gózala" Gavino . También llegó a exportar desde su filas un jugador al fútbol limeño: el peruano-israelí Raúl Geller, nacido en Quillabamba, quien militó en Deportivo Municipal y Porvenir Miraflores, y luego, por su doble nacionalidad, pasó a brillar en el Beitar Jerusalén, del cual es tercer máximo goleador histórico. 
Así, el equipo representativo de la UNSAAC se mantuvo en la cresta hasta que en 1961 consiguió su último título de Liga. Luego, su protagonismo fue opacado por el Deportivo Garcilaso, que por los duelos entre estudiantes se quedó con el rótulo de Clásico rival del Cienciano.

### Más de 100 años de vigencia
En la edición de la Liga Distrital del Cusco del año 2013, Universitario de Cusco ocupó el tercer lugar, por debajo del campeón Cienciano Junior y el subcampeón Deportivo Garcilaso.
En los años 2022, 2023 y 2024, el equipo blanco alcanzó los cuartos de final, siendo eliminado respectivamente por Inkas FC, Club UNSAAC y CD Ingeniería Eléctrica.

## Uniforme
- Uniforme titular: Camiseta blanca, pantalón negro, medias blancas.
- Uniforme alternativo: Camiseta negro, pantalón blanco, medias negro.

## Estadio
Un elemento clave diferenció al Universitario del Cusco , del Cienciano: el estadio propio. En 1921, durante los albores del gobierno de Augusto B. Leguía, una gestión del estadounidense Albert Giesecke, emblemático rector de la UNSAAC, permitió que el Estado le cediera a esa casa de estudios un terreno en la avenida de La Cultura en el cual ya se venía practicando fútbol. Así, nació el estadio Universitario, el más antiguo del Cusco, aunque su única tribuna, singular por sus graderías de piedra labrada y con capacidad para mil espectadores, fue recién inaugurada en 1943.
Así, con el surgimiento de la Liga de Fútbol del Cusco, los partidos de Primera División pasaron a jugarse en el estadio Universitario del Cusco. A dos cuadras de distancia, la antigua cancha de la Asociación de Amigos del Fútbol, del club Huáscar, contigua a la fábrica textil del mismo nombre, quedó confinada para los partidos de Segunda y Tercera Divisiones.
Fue en el estadio "Universitario del Cusco" donde, a mediados de los años cuarenta, el Cusco vio jugar por primera vez a Universitario de Deportes, el equipo crema bicampeón de 1945 y 1946, con Teodoro Fernández como máxima estrella y su hermano 'Lolín' en pleno apogeo, llegó al 'Ombligo del Mundo' para jugar amistosos contra Cienciano y, el más esperado, contra su tocayo "Universitario del Cusco". 
En tanto, el estadio Universitario del Cusco -relegado a un segundo plano desde que en 1951 fuera inaugurado el Inca Garcilaso de La Vega- ha dejado de albergar los partidos de la Liga Distrital, que habitualmente se disputan en el campo del Inca Garcilaso de La Vega. Sin embargo, su nombre y abolengo significan demasiado más para el deporte cusqueño que solamente el de uno de los más grandes equipos del fútbol peruano.

## Rivalidades

### Clásico de Antaño del Cusco
lo jugaba Universitario de la (UNSAAC) y Cienciano, era una rivalidad que provenía desde la época de la colonia, porque Cienciano, que pertenecía al Colegio de Ciencias, era el heredero de otro colegio más antiguo y colonial, el San Bernardo, mientras que los de Universitario provenían de la Universidad San Antonio Abad. Con el tiempo Universitario fue perdiendo popularidad y emergió otro cuadro rival Club Deportivo Garcilaso, equipo que nació en las aulas de la Gran Unidad Escolar del mismo nombre, ambos colegios disputaron verdaderos clásicos, partidos a muerte que terminaban muchas veces en lo que en el Cusco se llama chaquinacuy o arrojarse piedras, con los hinchas que eran los propios colegiales de uno y otro equipo.

## Palmarés

### Torneos regionales
| Competición regional              | Títulos                             | Subcampeonatos |
| --------------------------------- | ----------------------------------- | -------------- |
| Liga Departamental de Cusco (2/0) | 1977, 1978.                         |                |
| Liga Provincial de Cusco (2/0)    | 1977, 1978.                         |                |
| Liga Distrital de Cusco (6/1)     | 1946, 1949, 1957, 1961, 1977, 1978. | 1955.          |